# Campionati europei di ciclismo su strada 2024 - Cronometro maschile Under-23
La cronometro maschile Under-23 dei Campionati europei di ciclismo su strada 2024, ventottesima edizione della prova, si è disputata l'11 settembre 2024 su un percorso di 31,3 km, con partenza da Heusden-Zolder e arrivo ad Hasselt, in Belgio. La medaglia d'oro è stata vinta dal belga Alec Segaert, il quale ha completato il percorso con il tempo di 35'06", alla media di 53,504 km/h, precedendo lo svedese Jakob Söderqvist e l'olandese Wessel Mouris.
Al traguardo tutti e 37 i ciclisti partiti hanno portato a termine la competizione.

## Ordine d'arrivo (Top 10)
| Pos. | Corridore           | Squadra     | Tempo   |
| ---- | ------------------- | ----------- | ------- |
| 1    | Alec Segaert        | Belgio      | 35'06"  |
| 2    | Jakob Söderqvist    | Svezia      | a 31"   |
| 3    | Wessel Mouris       | Paesi Bassi | a 35"   |
| 4    | Robin Orins         | Belgio      | a 58"   |
| 5    | Fabian Weiss        | Svizzera    | a 1'19" |
| 6    | Aivaras Mikutis     | Lituania    | a 1'28" |
| 7    | A. Raccagni Noviero | Italia      | a 1'35" |
| 8    | Niklas Behrens      | Germania    | a 1'42" |
| 9    | Nicolas Milesi      | Italia      | a 1'51" |
| 10   | Mateusz Gajdulewicz | Polonia     | a 1'55" |